# Transbordador

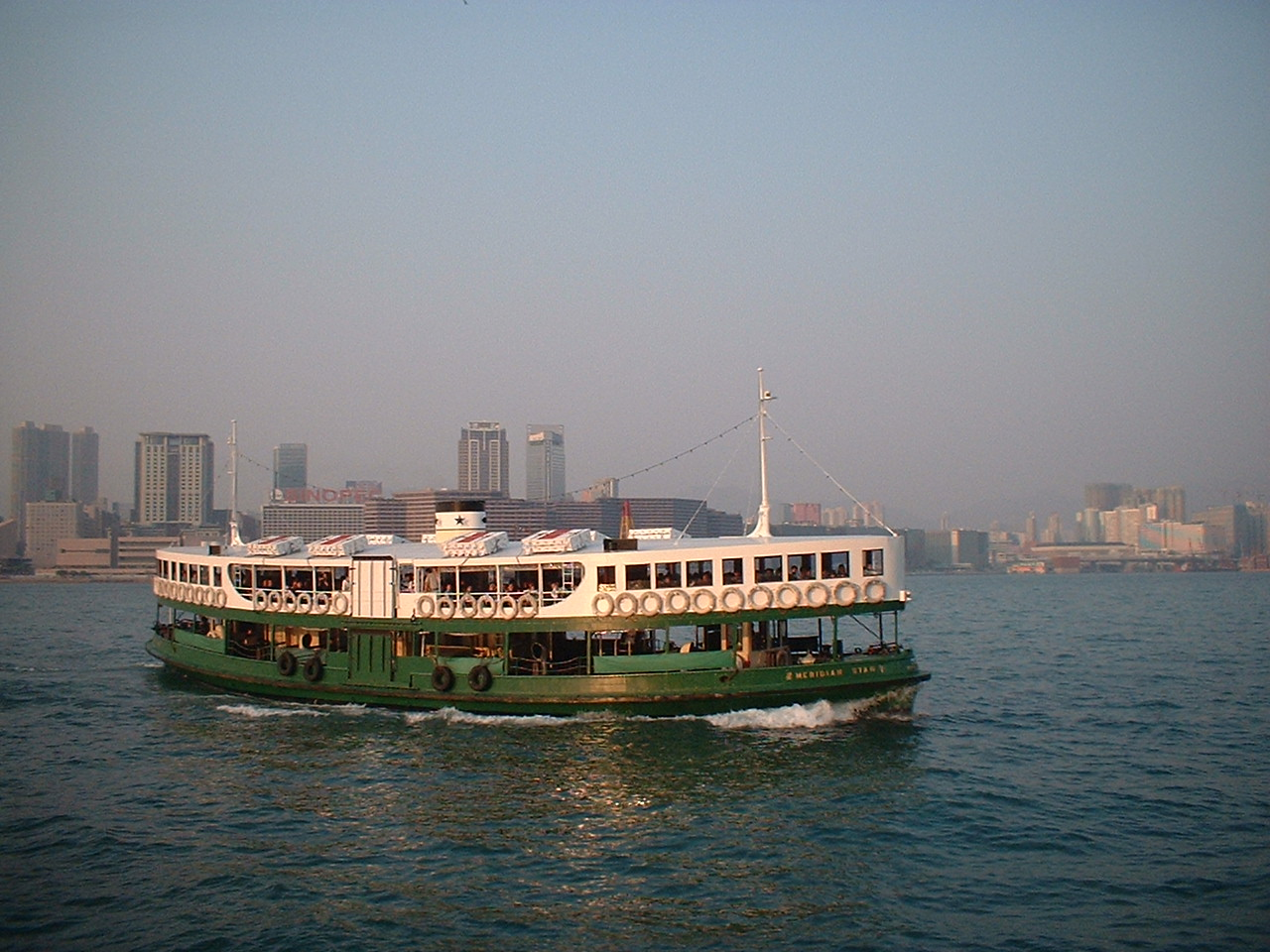
Un transbordador en la ciudad de Hong Kong.

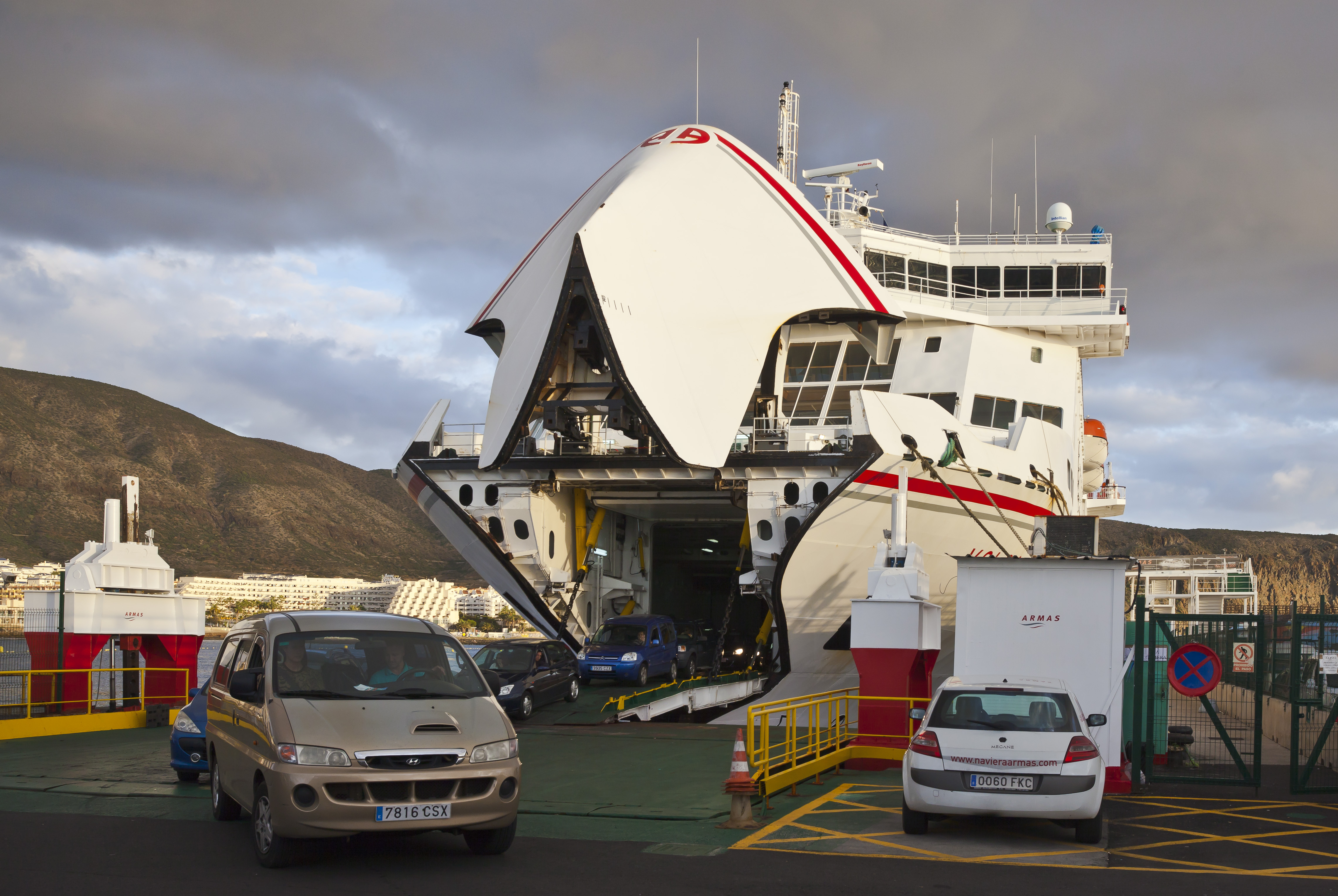
Transbordador RO-PAX con escala en proa (también conocida como visera de proa), para facilitar la maniobra de salida de vehículos.

Un transbordador o trasbordador (también llamado ferri o ferry) es una embarcación que enlaza dos puntos llevando pasajeros y a veces vehículos, normalmente en horarios programados. Forman parte del transporte público en algunas ciudades situadas en la costa, con bahías, grandes lagos o ríos, permitiendo el tránsito directo entre dos puntos y su coste es mucho menor que la construcción de puentes y túneles.
En algunas regiones la palabra transbordador se usa para el buque que une distancias cortas (dos orillas de un río, por ejemplo), mientras que ferry se denomina a un buque que cubre mayores recorridos y es también de mayores dimensiones.
Cabe destacar que en países como Venezuela, el transbordador de distancias cortas (que suele ser de reducidas dimensiones y descubierto) recibe el nombre de chalana.

## Historia

### En la antigüedad
La profesión del barquero está encarnada en la mitología griega en Caronte, el barquero que transportaba almas a través del Río Estigia al Inframundo.
La especulación de que un par de bueyes propulsaron un barco que tenía una rueda hidráulica se puede encontrar en la literatura romana del siglo IV con "Anonymus De Rebus Bellicis".  Aunque no es práctico, no hay ninguna razón por la que no pueda funcionar y un transbordador de este tipo, modificado mediante el uso de caballos, se utilizó en el lago Champlain en los Estados Unidos del siglo XIX.
En 1850, el ferry de carga rodada (ro-ro), Leviatán, diseñado para transportar vagones de carga de manera eficiente a través del Firth of Forth en Escocia, comenzó a operar entre Granton, cerca de Edimburgo, y Burntisland en Fife. El diseño de la embarcación fue muy innovador y la capacidad de mover carga en grandes cantidades y con una mano de obra mínima marcó el camino a seguir para el transporte marítimo, convirtiendo al transbordador ro-ro de un tipo de barco experimental y marginal en uno de importancia central en el transporte de mercancías y pasajeros.
En 1871, se creó en Estambul el primer transbordador del mundo. El barco de vapor de hierro, llamado "Suhulet" (que significa "facilidad" o "conveniencia"), fue diseñado por el director general de Şirket-i Hayriye (Compañía de Navegación a Vapor del Bósforo), Giritli Hüseyin Haki Bey, y construido por un constructor naval británico. Pesaba 157 toneladas. Medía 45,7 metros de largo, 8,5 metros de ancho y tenía un calado de 3 metros. Era capaz de viajar a una velocidad de hasta 6 nudos con la rueda lateral impulsada por su motor de vapor de dos tiempos, monocilíndrico y de 450 caballos de potencia.
Lanzado en 1872, las características únicas de Suhulet consistían en una entrada y salida simétrica para carruajes tirados por caballos, junto con un sistema dual de escotillas. El ferry operaba en la ruta Üsküdar-Kabataş, que todavía cuenta con un servicio de transbordadores modernos en la actualidad.

## Tipos

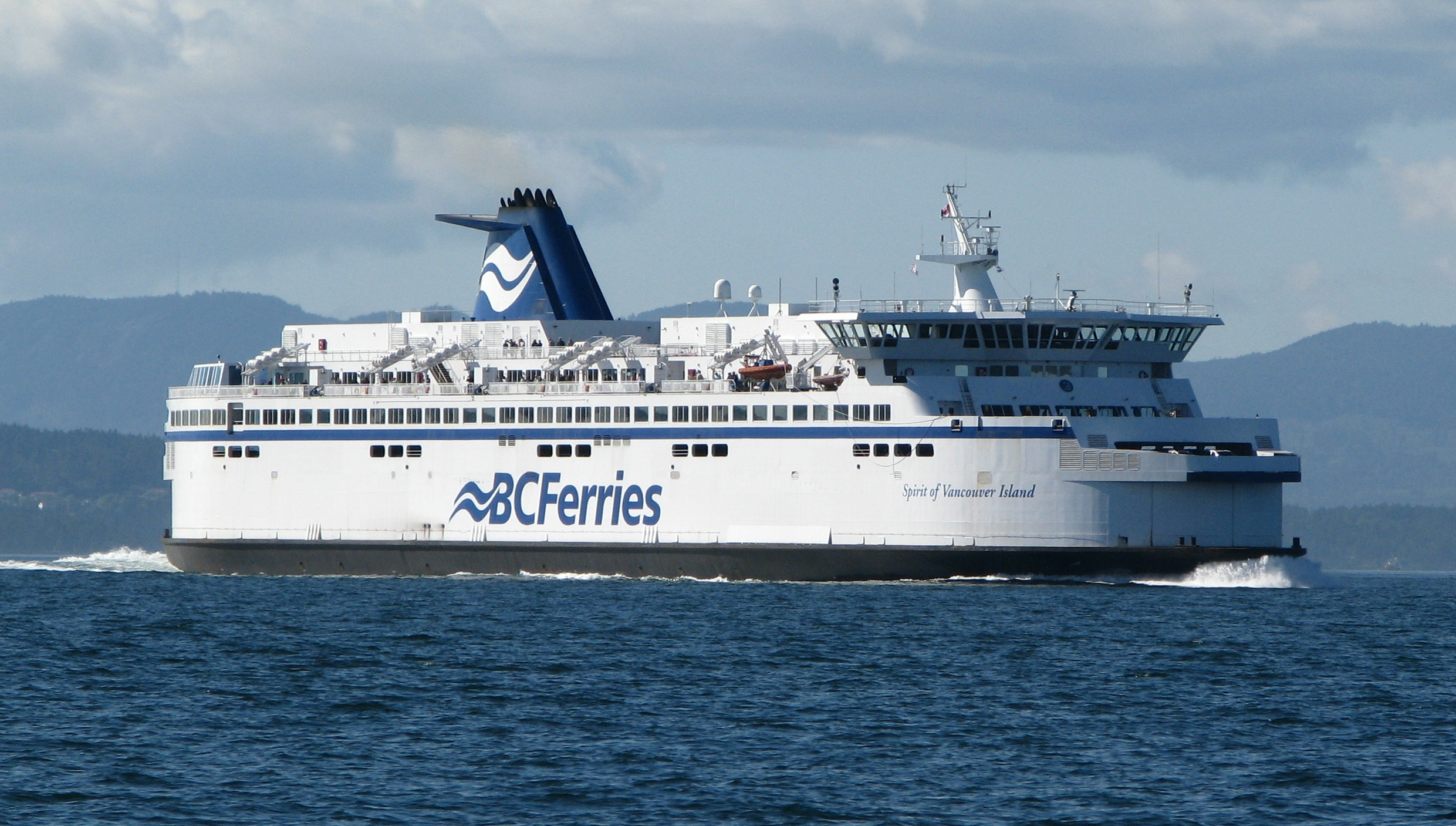
MV Spirit of Vancouver Island' de B.C. Ferries.

Su diseño depende de las distancias a cubrir, la capacidad y velocidad requerida, así como las condiciones del agua.

### Naves de pasaje de gran velocidad
Más conocidos popularmente como fast ferris, tienen como principal característica la de alcanzar altas velocidades de crucero, superiores a los 25 nudos (46 km/h). Pueden ser de tipo monocasco, multicasco (como los catamaranes), de sustentación dinámica o sobre colchón de aire. Los aerodeslizadores u hovercraft funcionan con éxito en el canal de La Mancha, aunque en la actualidad han sido desplazados por los catamaranes de alta velocidad que ahora compiten con los ferris convencionales y el Eurotúnel por donde circula el tren Eurostar.

#### Hidroala

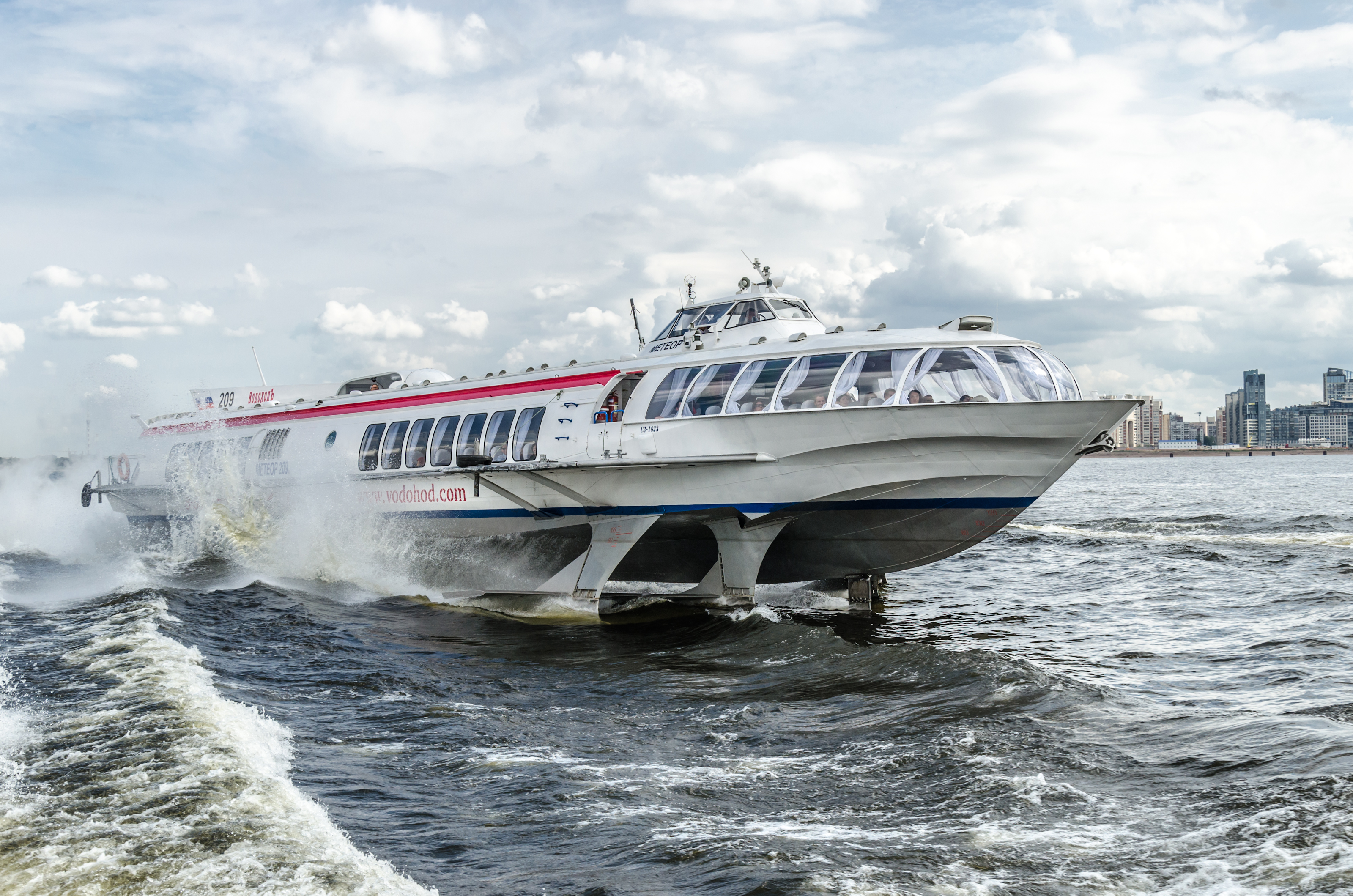
Hidroala ruso Meteor.

Las hidroalas son una solución práctica, rápida y relativamente económica en las Islas Canarias  (donde también se le atribuía el nombre de Jet-Foil) aunque su reemplazo por transbordadores de coches de alta velocidad es considerado por algunos críticos como paso atrás, dado que consumen mucho más combustible y fomentan el uso inadecuado de los coches en las islas, que sufren ya del impacto del turismo de masas. Pese a ello, dejaron de prestar servicio hace algunos años siendo sustituidos por flotas de catamarán y otras embarcaciones de alta velocidad, permitiendo así mejorar la comunicación a más bajo costo y realizar más servicios en menor tiempo.
Actualmente la flota se encuentra navegando en zonas del mediterráneo, especialmente en rutas en Italia y entre islas griegas.

#### Catamarán

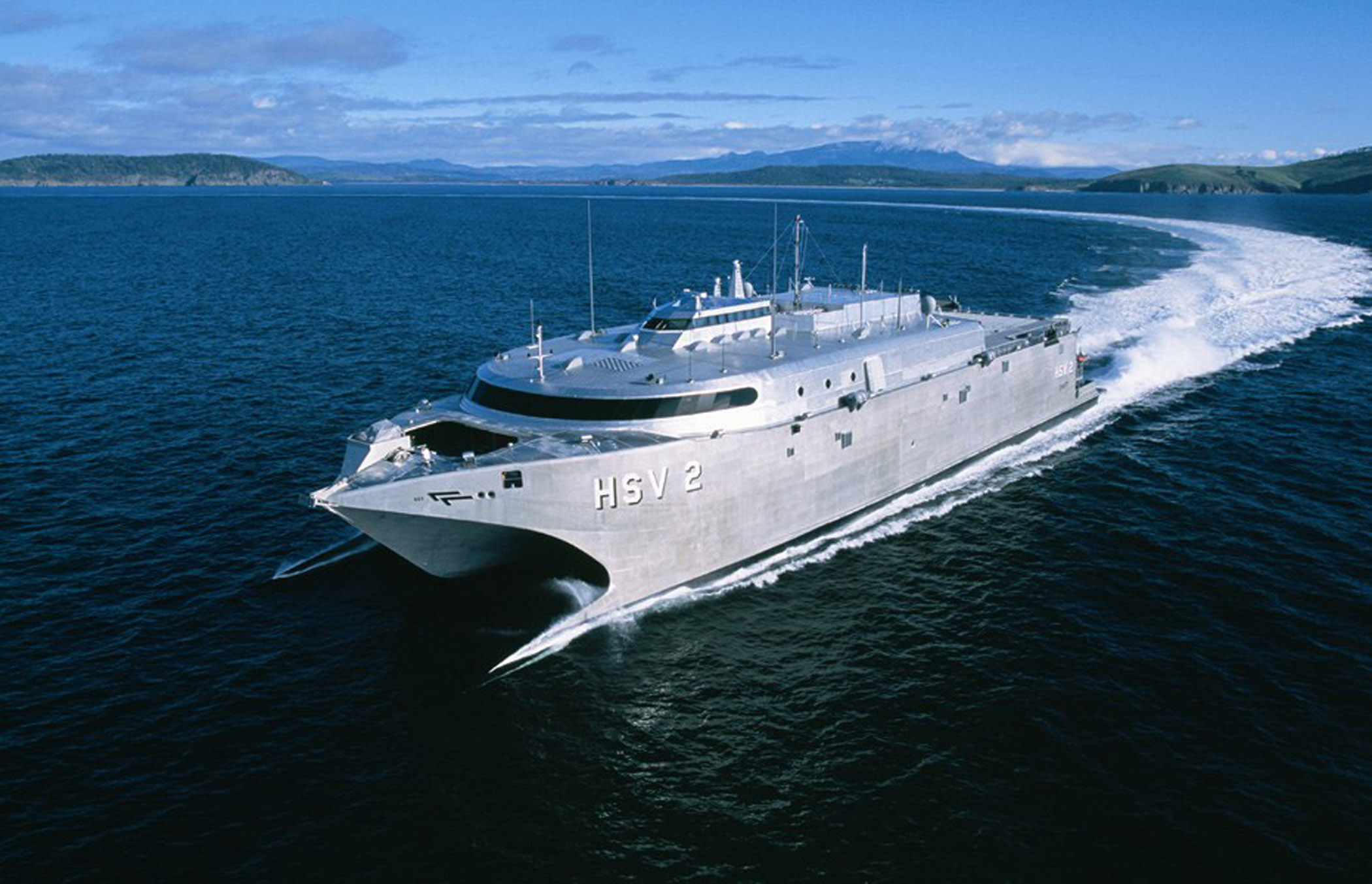
Catamarán HSV-2 Swift.

Un catamarán es una nave de dos cascos, normalmente asociada con buques de alta velocidad, lo que hace adecuado este tipo de buques para actuar como ferris rápidos o fast ferrys (aunque también los hay de vela o militares). Fred Olsen Express opera el mayor catamarán del mundo, con capacidad para 1598 pasajeros y 357 vehículos. Llegando a los 37 nudos, cubre la ruta entre Gran Canaria y Fuerteventura.
En la Argentina son comunes en todos los puntos turísticos con actividades lacustres y de mar: pueden disfrutarse en los paseos por el lago Nahuel Huapi en Bariloche; en paseos por el delta del Tigre, incluso el parque de la costa (parque de diversiones) tiene sus propias embarcaciones como otro atractivo para los visitantes; en el puerto de Mar del Plata. En Buenos Aires hay varias empresas que brindan servicios turísticos y para eventos privados, algunas unen el puerto argentino con su país vecino Uruguay, con Montevideo y Colonia entre otros. En Córdoba, en paseos por el lago San Roque. En Entre Ríos, paseando por el río Gualeguaychú. Casi al fin del mundo en Ushuaia se realizan paseos. Y otros.
En Venezuela, son comunes los catamaranes desde la isla de Margarita hacia la isla de Coche o hacia la isla de Cubagua. También hay catamaranes en las poblaciones de Tucacas y Chichiriviche (estado Falcón) para enlazar a los cayos del Parque Nacional Morrocoy. Igualmente, hay catamaranes que operan en el Archipiélago de Los Roques.

#### Trimarán

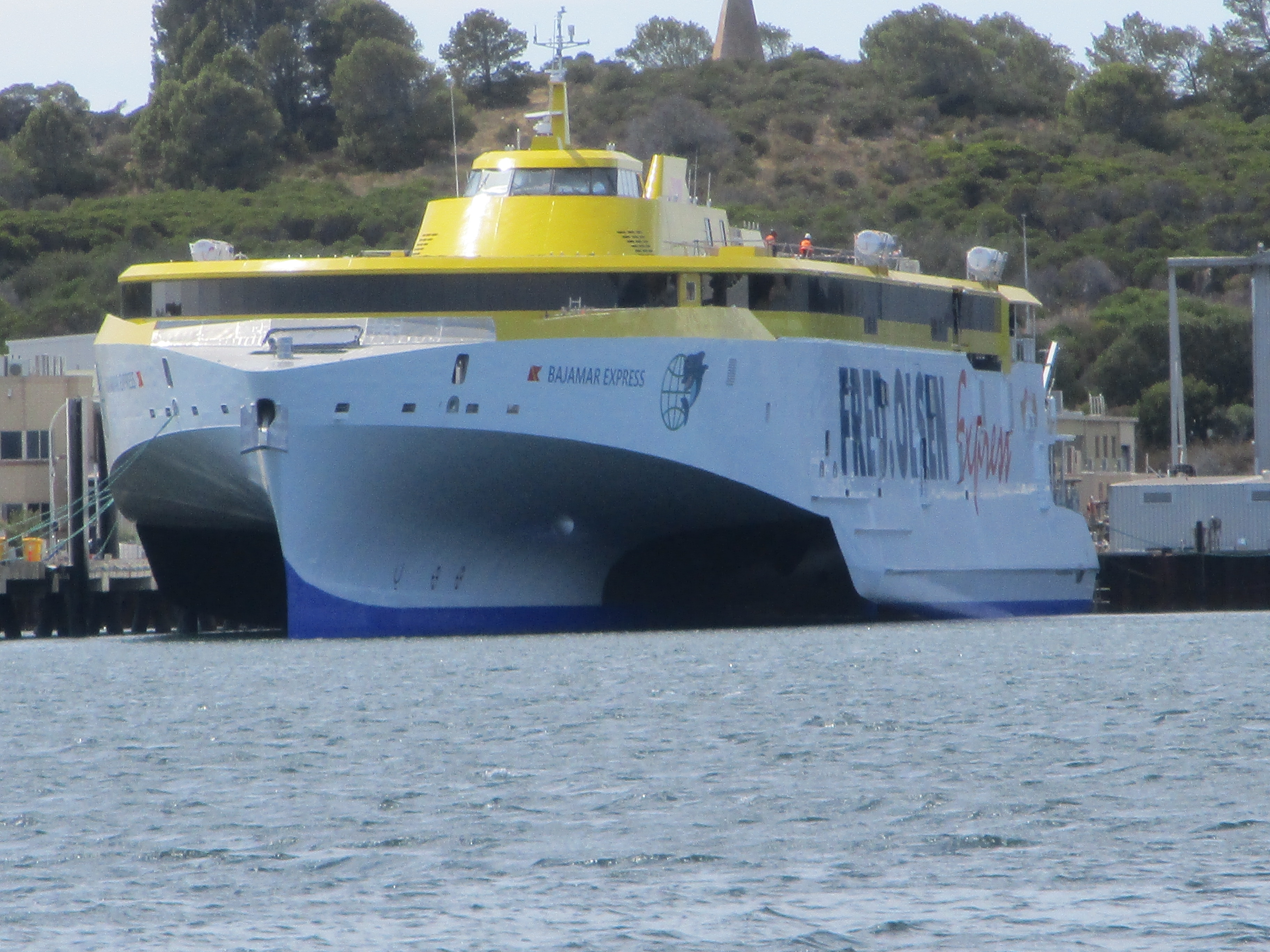
Trimarán Bajamar Express, en los astilleros de Perth. Actualmente realiza la ruta entre Gran Canaria y Tenerife.

Un trimarán es un barco compuesto por 3 cascos, uno central y dos patines por cada banda. En el año 2005, la empresa Fred Olsen Express encarga a los astilleros Austal el Benchijigua Express siendo el mayor trimarán del momento. A diferencia de los catamaranes, el trimarán puede tener mayor eslora por lo que se reducen los movimientos de escora del barco, ideal para la navegación en aguas con olas o mala mar. 
Actualmente, los trimaranes se están expandiendo tras los buenos resultados del Benchijigua Express, por lo que en 2020 Fred Olsen Express encargó dos modelos gemelos más: el Bajamar Express y Bañaderos Express. Austal, el principal astillero para la construcción de este tipo de barcos, ha entregado también modelos de menor eslora como el Queen Beetle o el Condor Liberation. 
En general, las ventajas de los trimaranes son mayor capacidad de carga, disminución de los movimientos y mejora de maniobrabilidad.

### Ferry-crucero / RO-PAX

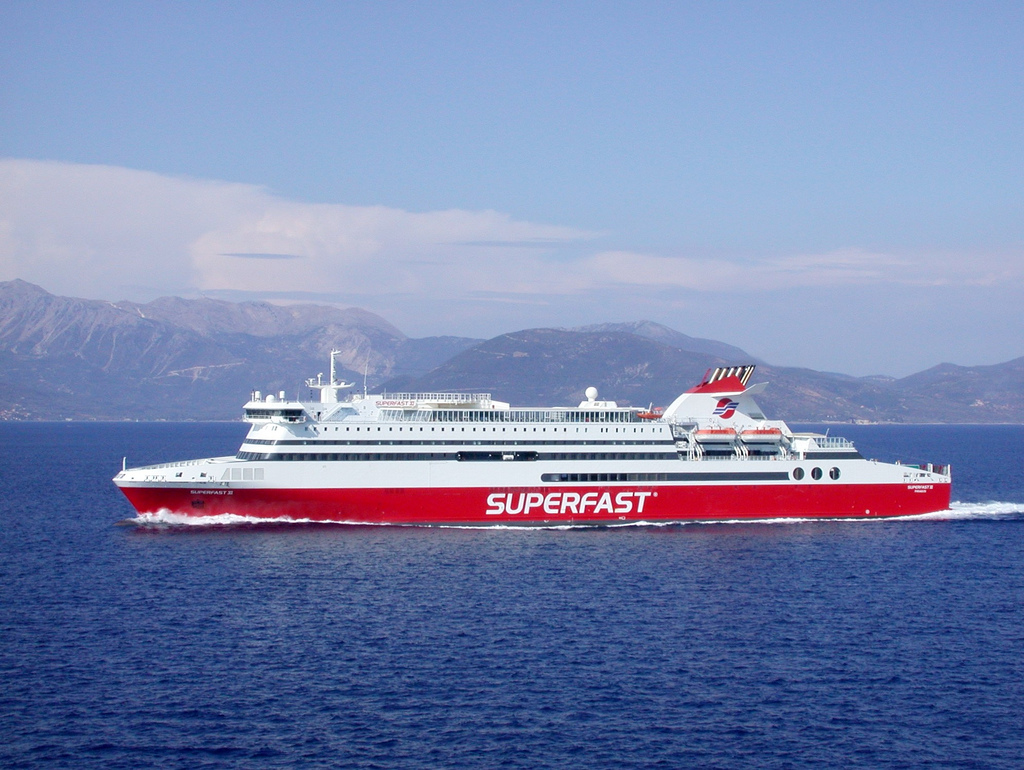
El ferry tipo RO-PAX MS Superfast XI.

De los conceptos roll on-roll off (Ro-Ro) y buque de pasaje nació el concepto del buque de pasaje de transbordo rodado, que responde al nombre técnico de  RO-PAX. Son los grandes ferris convencionales llamados así por su capacidad para llevar carga rodada, tanto coches como camiones o grandes tráileres. También se les conoce como ferry-crucero porque combinan las características de un crucero de pasajeros con las de un ferry de carga rodada.
También existen ferries más pequeños que operan en ríos y canales.

### Transbordador ferroviario

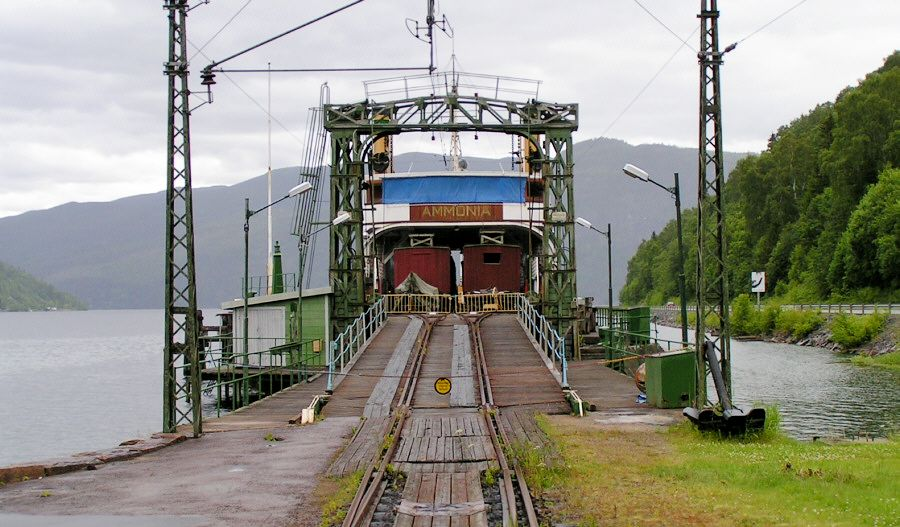
Transbordador ferroviario en Noruega.

Un transbordador ferroviario transporta vehículos ferroviarios de carga y pasajeros utilizando una cubierta con rieles y rampas especiales para la carga y descarga.

### Transbordador de cable
Para distancias muy cortas, el transbordador es propulsado y dirigido por uno o más cables que están fijados en ambas orillas, aunque a veces es dirigido por personal desde la embarcación. Los ferries a reacción usan la fuerza perpendicular de la corriente de agua como fuente de energía. Los transbordadores de cadenas pueden utilizarse en distancias cortas dentro de ríos rápidos. No poseen puente de mando, máquinas ni timón.

## Atraque

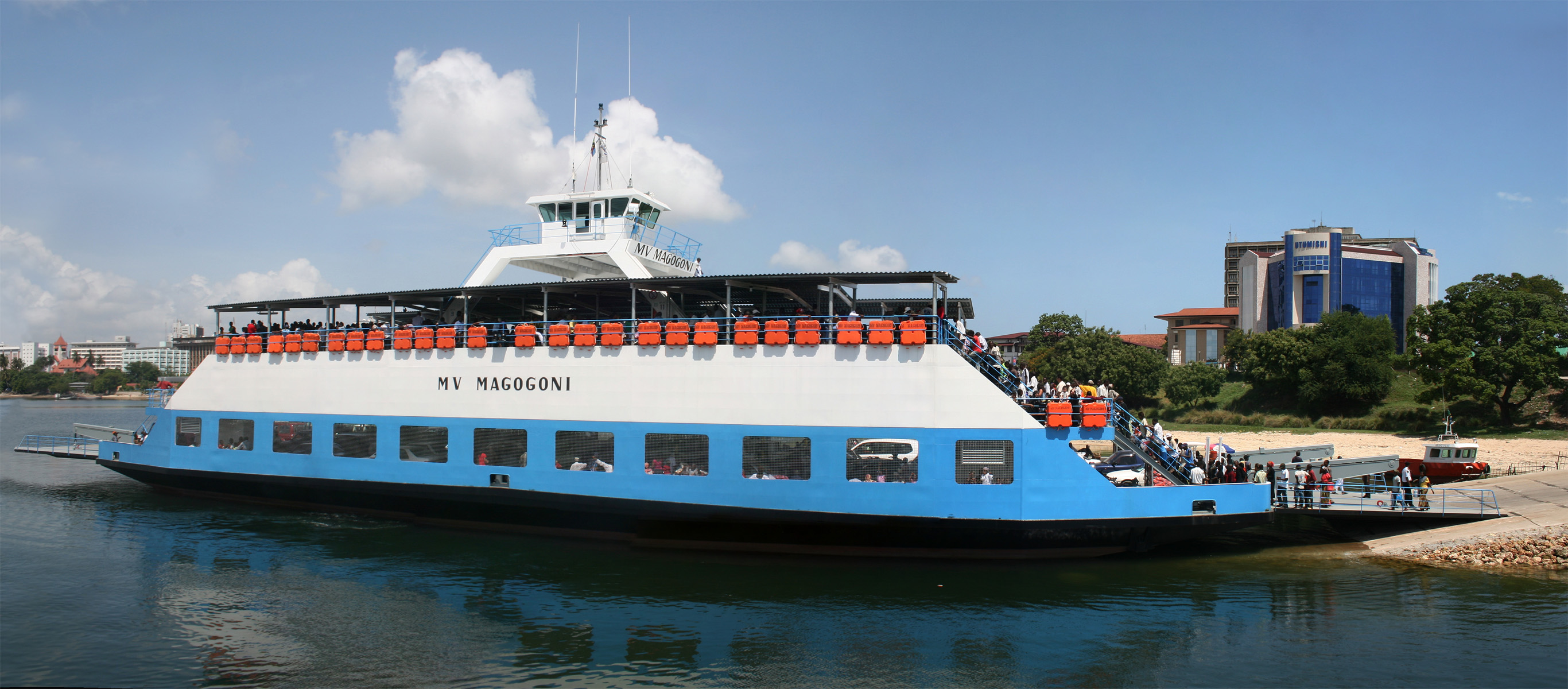
El puente levadizo del transbordador se encuentra en la grada. Este transbordador de doble banda mide 74 m × 17,5 m y transporta 2.000 pasajeros y 60 coches.

Los transbordadores suelen atracar en instalaciones especializadas diseñadas para colocar el barco en posición de carga y descarga, denominadas grada. Si el transbordador transporta vehículos de carretera o vagones de ferrocarril, suele haber una rampa ajustable llamada plataforma que forma parte del muelle. En otros casos, la rampa de la plataforma formará parte del propio transbordador, actuando como protección contra las olas cuando se eleva y se baja para encontrarse con una rampa fija en la terminal, un segmento de carretera que se extiende parcialmente bajo el agua o se encuentra con la rampa del transbordador.

## Sostenibilidad

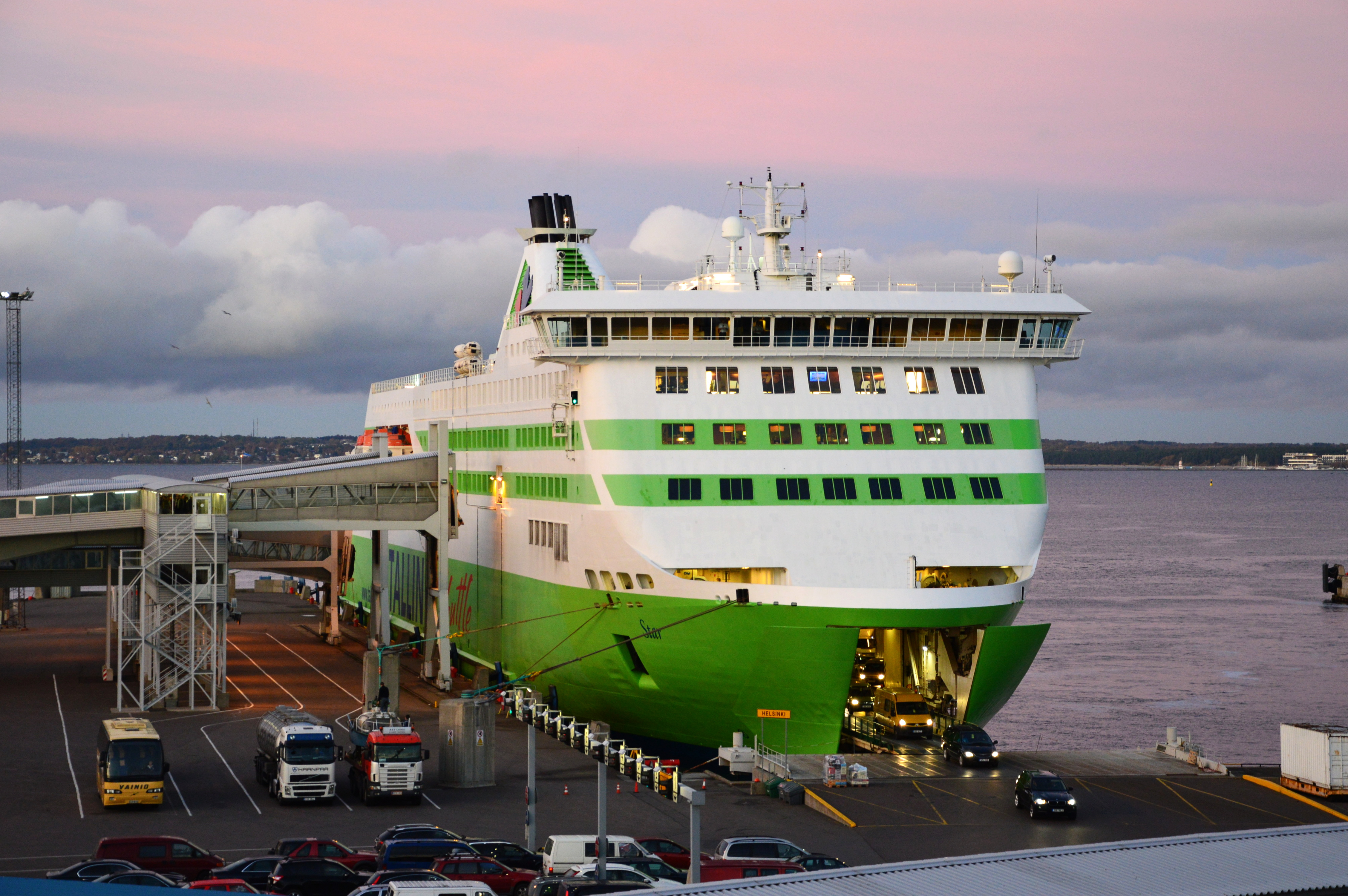
Los transbordadores rápidos Ro-Pax, como el MS Star, producen notables emisiones de CO_{2}.

La contribución de los viajes en ferry al cambio climático ha recibido menos atención que el transporte terrestre y aéreo, y varía considerablemente en función de factores como la velocidad y el número de pasajeros transportados. Las emisiones medias de dióxido de carbono de los transbordadores por pasajero-kilómetro parecen ser de 0,12 kg (4,2 oz). Sin embargo, los transbordadores de 18 nudos (21 mph; 33 km/h) entre Finlandia y Suecia producen 0,221 kg (7,8 oz) de CO2, con unas emisiones totales que equivalen a 0,223 kg (7,9 oz) de CO2. 223 kg (7,9 oz), mientras que los transbordadores de 24-27 nudos (28-31 mph; 44-50 km/h) entre Finlandia y Estonia producen 0,396 kg (14,0 oz) de CO2, con unas emisiones totales equivalentes a 0,4 kg (14 oz).

## Combustibles alternativos

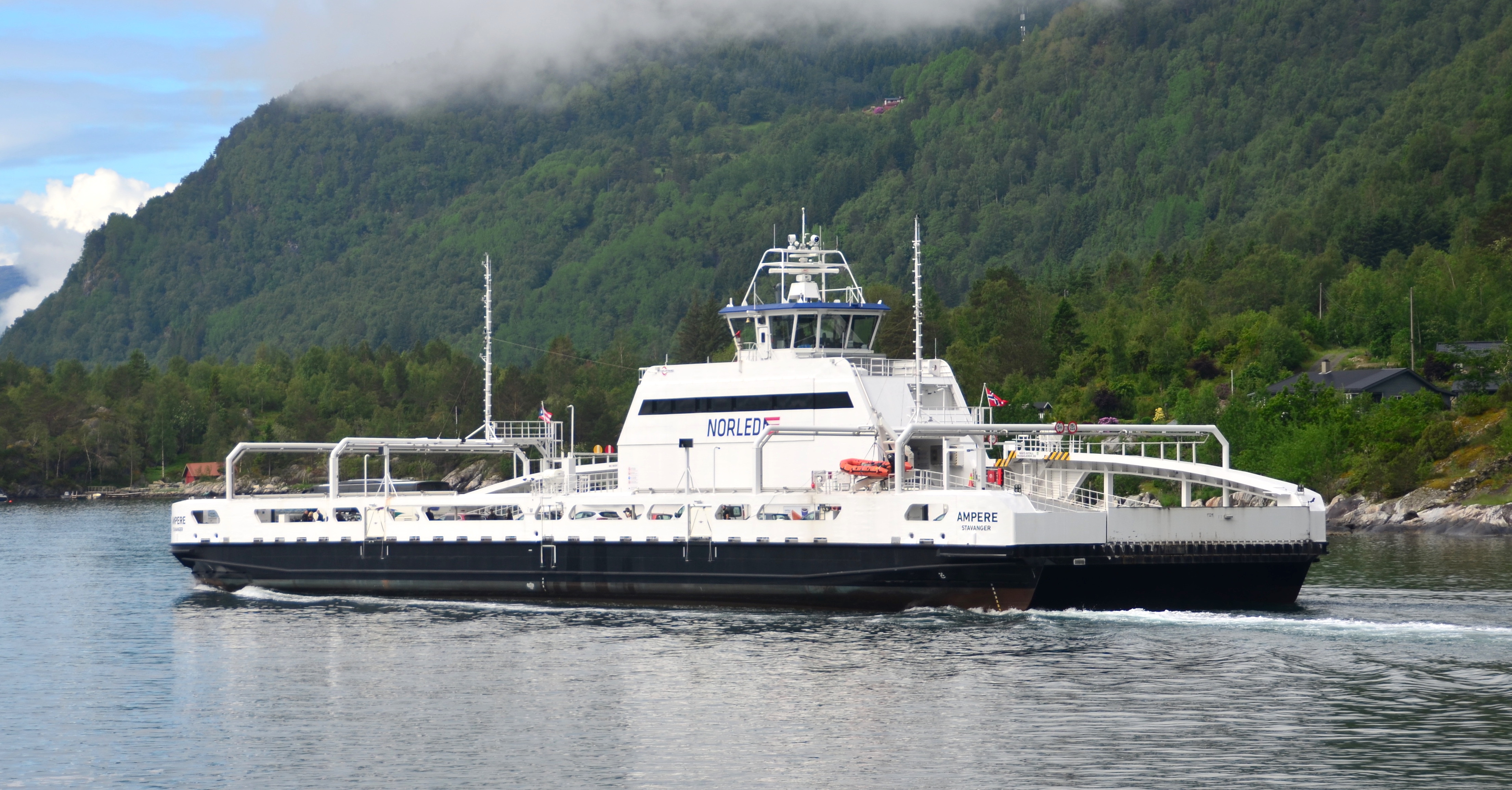
El MF Ampere es el primer ferri eléctrico del mundo.

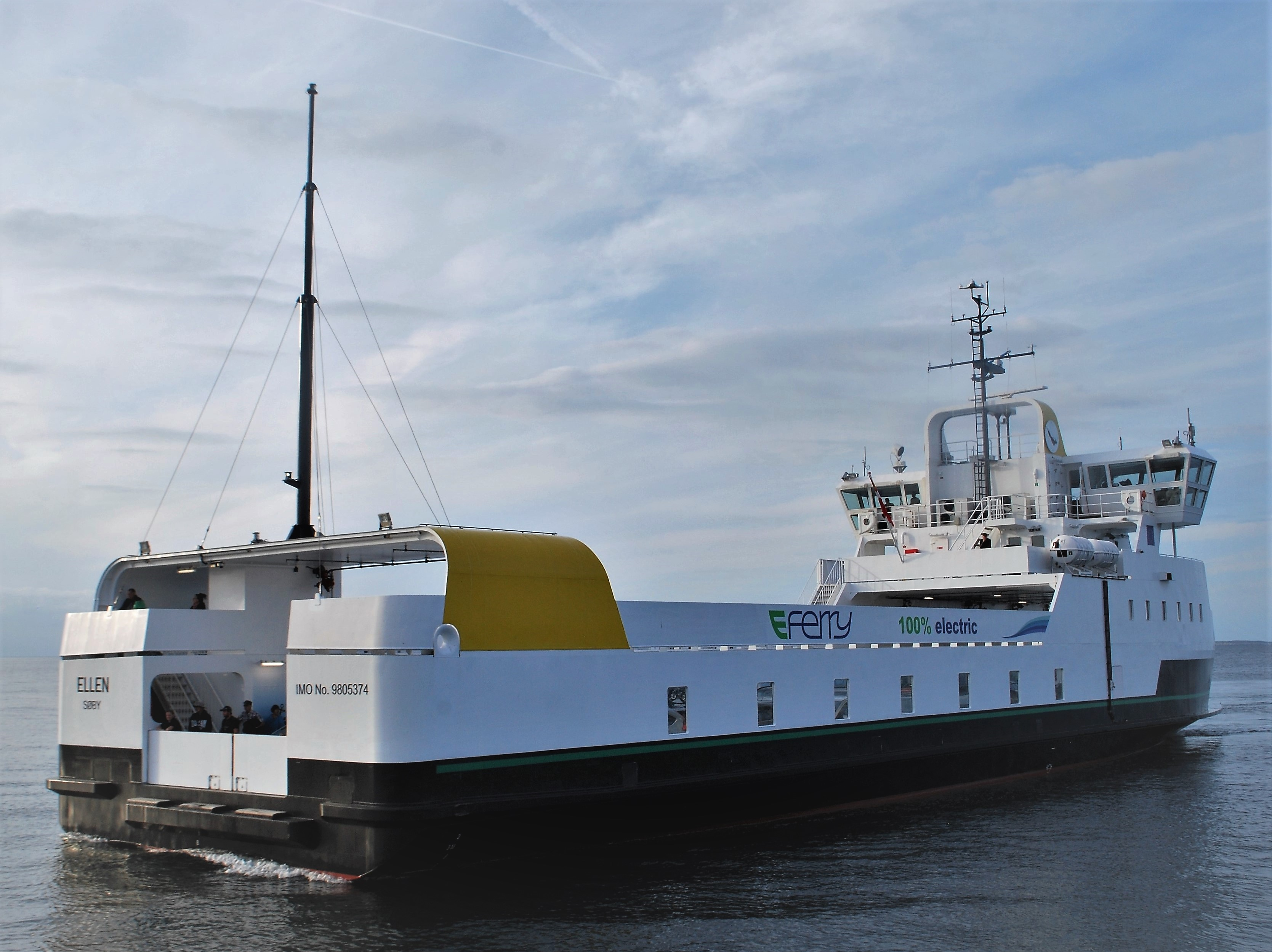
El E-ferry Ellen.

Con el precio del petróleo a niveles elevados y la creciente presión de los consumidores para que se tomen medidas contra el calentamiento global, en la conferencia Interferry de Estocolmo se presentaron varias innovaciones para la energía y el medio ambiente. Según la empresa Solar Sailor, la energía marina híbrida y la tecnología de alas solares son adecuadas para su uso en transbordadores, yates privados e incluso petroleros.
Los combustibles alternativos están cada vez más extendidos en los transbordadores. El transbordador de pasajeros más rápido del mundo, Buquebus, funciona con GNL, mientras que la sueca Stena transformó en 2015 uno de sus transbordadores para que funcionara tanto con gasóleo como con metanol. Tanto el GNL como el metanol reducen considerablemente las emisiones de CO2 y sustituyen al costoso gasóleo.
En Escandinavia operan transbordadores eléctricos de batería de clase megavatio, y está previsto que operen varios más. En 2017, el mayor transbordador puramente eléctrico del mundo era el MF Tycho Brahe, que opera en la ruta de transbordadores Helsingør-Helsingborg a través del Øresund entre Dinamarca y Suecia. El ferry pesa 8414 toneladas y tiene una capacidad de almacenamiento eléctrico de más de 4 MWh.
Desde 2015, la compañía noruega de transbordadores Norled opera el e-ferry Ampere en la conexión Lavik-Opedal en la E39 al norte de Bergen. Más al norte, en la costa occidental noruega, la conexión entre Anda y Lote será la primera ruta del mundo servida únicamente por e-ferries. El primero de los dos buques, el MF Gloppefjord, entró en servicio en enero de 2018, seguido del MF Eidsfjord. El propietario, Fjord1, ha encargado otros siete transbordadores alimentados por baterías que estarán en funcionamiento a partir de 2020. Se espera que para 2021 estén operativos en Noruega un total de 60 transbordadores alimentados por baterías.
Desde el 15 de agosto de 2019, el municipio de Ærø opera el E-ferry Ellen entre los puertos del sur de Dinamarca de Fynshav y Søby, en la isla de Ærø. El e-ferry puede transportar 30 vehículos y 200 pasajeros y funciona con una batería "con una capacidad sin precedentes" de 4,3 MWh (5.800 CV⋅h). El buque puede navegar hasta 22 millas náuticas (41 km) entre cargas, siete veces más de lo que era posible hasta ahora para un e-ferry. Ahora tendrá que demostrar que puede realizar hasta siete viajes de ida y vuelta al día. La Unión Europea, que ha apoyado el proyecto, pretende desplegar 100 o más de estos transbordadores para 2030.

## Servicios destacados de transbordador en el mundo

### Asia
En Hong Kong, Star Ferry transporta pasajeros por el Victoria Harbour. Otras compañías transportan viajeros entre la isla de Hong Kong y las islas periféricas, como Cheung Chau, la isla Lantau y la isla Lamma.
El estado malayo de Penang alberga el servicio de ferry más antiguo del país. Este servicio, ahora rebautizado como Rapid Ferry, conecta la terminal de ferris de Raja Tun Uda, en Weld Quay, George Town, en la isla de Penang, con la terminal de ferris de Sultan Abdul Halim, en Butterworth, en la Malasia peninsular. También se ha convertido en una atracción turística entre los extranjeros.
En Filipinas, el Sistema de Autopistas Náuticas de Filipinas constituye la columna vertebral del sistema de transporte nacional al integrar los puertos con los sistemas de autopistas. El sistema tiene tres rutas principales. Otro servicio de transbordadores conocido es el Pasig River Ferry Service, que es el único transporte acuático de la Gran Manila. Este sistema navega por el río Pasig.

#### India
El servicio de transbordador de carga rodada de la India entre Ghogha y Dahej fue inaugurado por el primer ministro Narendra Modi el 22 de octubre de 2017. Su objetivo es conectar el sur de Gujarat y Saurashtra, actualmente separados por 360 kilómetros (220 mi) de carretera, con 31 kilómetros (19 mi) de servicio de ferry. Forma parte del más amplio proyecto Sagar Mala.
El transporte acuático en Bombay consiste en transbordadores, aerodeslizadores y catamaranes, operados por diversos organismos gubernamentales y entidades privadas. El Departamento de Transporte Acuático del Estado de Kerala (SWTD), dependiente del Ministerio de Transporte del Gobierno de Kerala (India), regula los sistemas de navegación interior del estado indio de Kerala y ofrece servicios de transporte por aguas interiores. Su misión es atender las necesidades de tráfico de pasajeros y mercancías de los habitantes de las zonas anegadas de los distritos de Alappuzha, Kottayam, Kollam, Ernakulam, Cananor y Kasargod. El servicio de ferry de SWTD es también uno de los modos más asequibles de disfrutar de la belleza de los pintorescos remansos de Kerala.

### Federación rusa
Debido a sus características geográficas, Rusia cuenta con un gran número de travesías en ferry, tanto marítimas como fluviales. Los transbordadores de automóviles operan desde la parte continental de Rusia hasta Sajalín, Kamchatka y Japón. También circula el transbordador Ust-Luga - Kaliningrado; hasta febrero de 2022 también circularon transbordadores desde San Petersburgo a distintas ciudades del mar Báltico. Antes de la construcción del puente de Kerch, había un transbordador que cruzaba el estrecho de Kerch, cuyo servicio se reanudó tras la explosión del puente de Kerch. También hay más de 100 travesías en transbordador por distintos ríos de Rusia. Suelen ser transbordadores simétricos con dos rampas para la entrada y salida rápida de los coches. Para algunas categorías de propietarios, estos transbordadores pueden ser gratuitos si no hay otra alternativa para cruzar el río.

### Europa
La vía marítima más transitada del mundo, el Canal de la Mancha, conecta Gran Bretaña y Europa continental, con buques que zarpan de los puertos británicos de Dover, Newhaven, Poole, Portsmouth y Plymouth hacia puertos franceses, como Calais, Dunkerque, Dieppe, Roscoff, Cherbourg-Octeville, Caen, Saint-Malo y Le Havre. La ruta de ferry más transitada a Francia es la travesía de Dover a Calais, con aproximadamente 9.168.000 pasajeros que utilizaron el servicio en 2018. Los ferris desde Gran Bretaña también navegan a Bélgica, Países Bajos, Noruega, España e Irlanda. Algunos transbordadores transportan principalmente tráfico turístico, pero la mayoría también transportan mercancías, y algunos son de uso exclusivo para camiones de carga. En Gran Bretaña, los transbordadores que transportan coches se denominan a veces RORO (roll-on, roll-off) por la facilidad con que los vehículos pueden embarcar y desembarcar.
La ruta de transbordador más transitada en cuanto a número de salidas es la que cruza la parte norte del Øresund, entre Helsingborg (Escania, Suecia) y Elsinore (Dinamarca). Antes de que se inaugurara el puente de Øresund en julio de 2000, los transbordadores de coches y "coches y trenes" salían hasta siete veces cada hora (cada 8,5 minutos). El recorrido es de unas 2,2 millas náuticas (4,1 km) y la travesía dura 22 minutos. En la actualidad, todos los transbordadores de esta ruta están construidos de forma que no necesitan dar la vuelta en los puertos. Esto también significa que los transbordadores carecen de rodas y popas, ya que los buques navegan en ambas direcciones. Las bandas de estribor y babor son dinámicas, dependiendo de la dirección en que navegue el ferry. A pesar de la corta travesía, los ferris están equipados con restaurantes (en tres de cada cuatro ferris), cafeterías y quioscos. Los pasajeros sin coche suelen hacer un doble o triple viaje de ida y vuelta en los restaurantes; para ello, basta con un billete de ida. Los billetes para pasajeros y ciclistas son baratos en comparación con las rutas más largas.
Los grandes transbordadores navegan por el mar Báltico entre Finlandia, Åland, Suecia, Estonia, Letonia y San Petersburgo (Rusia) y desde Italia a Cerdeña, Córcega, España y Grecia. En muchos sentidos, estos transbordadores son como cruceros, pero también pueden transportar cientos de coches en cubiertas para automóviles. Además de transportar pasajeros y coches por el mar, los cruceros del Báltico son un popular destino turístico en sí mismos, con múltiples restaurantes, discotecas, bares, tiendas y entretenimiento a bordo. También operan muchos transbordadores más pequeños en rutas nacionales de Finlandia, Suecia y Estonia.
Las zonas suroeste y sur del mar Báltico cuentan con varias rutas destinadas principalmente al tráfico pesado y de automóviles. Las rutas de ferry Trelleborg-Rostock, Trelleborg-Travemünde, Trelleborg-Świnoujście, Gedser-Rostock, Gdynia-Karlskrona, e Ystad-Świnoujście son todas ellas típicas de los ferries de transporte. En los trayectos más largos hay camarotes sencillos. La ruta Rødby-Puttgarden también transporta trenes de pasajeros diurnos entre Copenhague y Hamburgo, y en la ruta Trelleborg-Sassnitz, también tiene capacidad para los trenes nocturnos diarios entre Berlín y Malmoe.
En Estambul, los transbordadores conectan las orillas europea y asiática del Bósforo, así como las islas de los Príncipes y las ciudades costeras cercanas. En 2014, İDO transportó 47 millones de pasajeros, el mayor sistema de transbordadores del mundo.

### Norteamérica
Debido al número de grandes lagos de agua dulce y a la longitud de las costas de Canadá, varias provincias y territorios cuentan con servicios de transbordadores.
BC Ferries explota el tercer servicio de transbordadores más importante del mundo, que transporta viajeros entre la isla de Vancouver y el territorio continental de la Columbia Británica, en la costa oeste del país. Este servicio de ferry opera a otras islas, incluidas las islas del Golfo y Haida Gwaii. En 2015, BC Ferries transportó más de 8 millones de vehículos y 20 millones de pasajeros. En Vancouver está SeaBus.
La costa este de Canadá ha albergado numerosos servicios de transbordadores y costeros interprovinciales e intraprovinciales, incluida una amplia red operada por el gobierno federal bajo la dirección de CN Marine y, más tarde, Marine Atlantic. Entre las compañías de transbordadores privadas y públicas del este de Canadá figuran Marine Atlantic, que presta servicio a la isla de Terranova, así como Bay, NFL, CTMA, Coastal Transport y STQ. Las aguas canadienses de los Grandes Lagos albergaban antaño numerosos servicios de transbordadores, pero éstos se han reducido a los ofrecidos por Owen Sound Transportation y varias operaciones menores. También hay varios servicios de transbordadores de pasajeros de cercanías que operan en las principales ciudades, como Metro Transit en Halifax, y Toronto Island ferries en Toronto. También existe la Société des traversiers du Québec.
Washington State Ferries opera el sistema de ferris más extenso de Estados Unidos continental y el segundo del mundo por vehículos transportados, con diez rutas en Puget Sound y el estrecho de Juan de Fuca que dan servicio a terminales de Washington y la isla de Vancouver en 2016, Washington State Ferries transportó 10,5 millones de vehículos y 24,2 millones de pasajeros en total.
El Sistema de Autopistas Marinas de Alaska presta servicio entre Bellingham (Washington) y varias ciudades y pueblos del sureste y suroeste de Alaska, incluidas travesías del golfo de Alaska. El AMHS proporciona un acceso asequible a muchas comunidades pequeñas sin conexión por carretera ni aeropuerto.
El Staten Island Ferry de Nueva York, que navega entre los distritos de Manhattan y Staten Island, es la ruta de ferry más transitada del país por volumen de pasajeros. A diferencia de otros servicios de transbordador, los pasajeros del Staten Island Ferry no pagan billete. Nueva York cuenta también con una red de transbordadores más pequeños, o taxis acuáticos, que transportan a los viajeros por el río Hudson desde Nueva Jersey y el norte de Manhattan hasta los centros de negocios de Midtown, Downtown y Wall Street. Varias compañías de transbordadores ofrecen también un servicio que une el centro y el bajo Manhattan con los distritos de Queens y Brooklyn, cruzando el East River. El alcalde de Nueva York, Bill de Blasio, anunció en febrero de 2015 que la ciudad pondría en marcha un servicio ampliado de transbordadores, lanzado como NYC Ferry en 2017, que conectaría comunidades hasta entonces relativamente aisladas, como el Lower East Side de Manhattan, Soundview en el Bronx, Astoria y Rockaways en Queens y barrios de Brooklyn como Bay Ridge, Sunset Park y Red Hook, con los desembarcaderos de transbordadores existentes en Lower Manhattan y Midtown Manhattan. Hubo una segunda fase de expansión que conectó Staten Island con el West Side de Manhattan y añadió una parada en Throgs Neck, en el Bronx. NYC Ferry es ahora la mayor flota de pasajeros de Estados Unidos.
En la zona de Nueva Orleans también operan numerosos transbordadores que transportan tanto vehículos como peatones. El más notable es el Algiers Ferry. Este servicio funciona ininterrumpidamente desde 1827 y es uno de los transbordadores en funcionamiento más antiguos de Norteamérica. En Nueva Inglaterra, los servicios de transbordador de vehículos entre el Cabo Cod continental y las islas de Martha's Vineyard y Nantucket corren a cargo de la Woods Hole, Martha's Vineyard and Nantucket Steamship Authority, que navega todo el año entre Woods Hole y Vineyard Haven, así como entre Hyannis y Nantucket. También opera un servicio estacional entre Woods Hole y Oak Bluffs desde el Día de los Caídos hasta el Día del Trabajo. Como no hay puentes ni túneles que conecten las islas con el continente, los transbordadores de la Steamship Authority, además de ser el único método para transportar coches particulares a o desde las islas, también sirven como único enlace por el que se pueden transportar en camión a las islas mercancías pesadas y suministros como alimentos y gasolina. Además, Hy-Line Cruises opera un servicio de catamaranes de alta velocidad desde Hyannis a ambas islas, así como transbordadores tradicionales, y varias compañías más pequeñas prestan servicios estacionales sólo de pasajeros, dirigidos sobre todo a turistas que viajan un día desde otros puertos del continente, como New Bedford, (New Bedford Fast Ferry) Falmouth, (Island Queen ferry y Falmouth Ferry) y Harwich (Freedom Cruise Line). Los transbordadores también llevan pasajeros y vehículos a través de Long Island Sound a ciudades de Connecticut como Bridgeport y New London, y a Block Island, en Rhode Island, desde puntos de Long Island.
En la zona de la bahía de San Francisco, los desplazamientos se hacían principalmente en transbordador hasta la llegada de los automóviles en los años 40, cuando la mayoría de los puentes de la zona se construyeron para suplantar a los servicios de transbordador. En la década de 1970, los transbordadores eran utilizados principalmente por los turistas y el Golden Gate Ferry, una organización bajo la propiedad del mismo órgano de gobierno que el puente Golden Gate, quedó como único operador de los desplazamientos. El terremoto de Loma Prieta de 1989 impulsó el restablecimiento del servicio a East Bay. La moderna red de transbordadores depende principalmente de San Francisco Bay Ferry y conecta con ciudades tan lejanas como Vallejo. La Flota Azul y Dorada y la Flota Roja y Blanca ofrecen también excursiones turísticas. Un transbordador da servicio a Angel Island (que también acepta embarcaciones privadas). Alcatraz está comunicada exclusivamente por un servicio de transbordadores administrado por el Servicio de Parques Nacionales.
Artículo principal: Transbordadores de la bahía de San Francisco
Hasta la finalización del puente Mackinac en los años 50, los transbordadores se utilizaban para el transporte de vehículos entre las penínsulas Inferior y Superior de Míchigan, a través del estrecho de Mackinac, en Estados Unidos. El servicio de transbordadores para bicicletas y pasajeros sigue cruzando el estrecho para el transporte a la isla de Mackinac, donde los vehículos motorizados están casi totalmente prohibidos. Esta travesía es posible gracias a dos líneas de ferry: Shepler's Ferry y Mackinac Island Ferry Company (antes Star Line).
Hay un servicio de transbordadores entre Milwaukee (Wisconsin) y Muskegon (Míchigan) operado por Lake Express. Otro transbordador, el SS Badger, opera entre Manitowoc (Wisconsin) y Ludington (Míchigan). Ambos cruzan el lago Míchigan.
México cuenta con servicios de ferry operados por Baja Ferries que conectan La Paz, situada en la península de Baja California, con Mazatlán y Topolobampo. También hay transbordadores de pasajeros entre Playa del Carmen y la isla de Cozumel.

### Sudamérica
Hay varios transbordadores en Sudamérica.
El Canal de Chacao (Chile) tiene líneas de ferry que enlazan la ciudad costera de Puerto Montt y la isla de Chiloé.
En el Río de la Plata hay servicio de transporte que enlazan las ciudades de Buenos Aires (Argentina) y Montevideo (Uruguay).
En Venezuela desde el Puerto de la ciudad de Puerto La Cruz, salen transbordadores de la empresa Conferry hacia la isla de Margarita. Hasta 1962 existió un servicio de transbordadores entre las ciudades de Palmarejo y Maracaibo en el estado Zulia, los cuales desaparecieron tras la inauguración del Puente General Rafael Urdaneta (si bien en 1964 se retomaron como contingencia tras el incidente ocurrido en el puente ese año). También existen transbordadores más pequeños ("chalanas") que enlazan la ciudad de Cumaná con el pueblo de Araya (estado Sucre), así como uno que enlaza la población de Cabruta (estado Guárico) con Caicara del Orinoco (estado Bolívar) atravesando el Río Orinoco. También hay otras empresas navieras privadas como Naviarca, Navibus, Gran Cacique Express y Naviera Paraguaná que tienen servicio desde la isla de Margarita hacia puertos como Cumaná, Guanta, Puerto La Cruz y  La Guaira.

### Oceanía
En Australia, dos transbordadores Spirit of Tasmania transportan pasajeros y vehículos 450 kilómetros a través del estrecho de Bass, la masa de agua que separa Tasmania del continente australiano, a menudo en condiciones marítimas turbulentas. Funcionan durante la noche, pero también incluyen travesías diurnas en hora punta. Ambos transbordadores tienen su base en Devonport, ciudad portuaria del norte de Tasmania, y navegan hasta Geelong. Antes de Geelong, este transbordador navegaba a Melbourne.
En Nueva Zelanda, los transbordadores conectan Wellington, en la Isla Norte, con Picton, en la Isla Sur, uniendo las dos islas principales del país. El trayecto, de 92 km, lo realizan dos compañías: la gubernamental Interislander y la independiente Bluebridge, que aseguran que el viaje dura tres horas y media.

## Ferris hundidos
Los siguientes desastres marítimos importantes involucraron a transbordadores:
- MV George Prince: colisionó accidentalmente el 20 de octubre de 1976 contra el petrolero MT Frosta en el río Misisipi y volcó, 78 muertos.
- MS Herald of Free Enterprise se hundió accidentalmente el 6 de marzo de 1987 debido a que zarpó con la puerta de proa abierta del puerto de Zeebrugge, con resultado de 193 muertos.
- MV Doña Paz: colisionó accidentalmente el 20 de diciembre de 1987 contra el petrolero MT Vector y después se incendió y hundió, muriendo entre 4341 y 4375 personas. Es el mayor naufragio sufrido por una embarcación en tiempos de paz.
- MV Doña Marilyn: se hundió por un tifón el 24 de octubre de 1988, unos 400 muertos.
- Naufragio del Moby Prince: colisionó accidentalmente el 10 de abril de 1991 contra el petrolero Agip Abruzzo y se incendió, 140 muertos.
- Salem Express: se hundió accidentalmente el 15 de diciembre de 1991 tras chocar contra un arrecife en la costa de Safaga en el Mar Rojo egipcio, entre 470 y 1000 muertos.
- Empress of Australia: hundido accidentalmente el 23 de agosto de 1992 tras chocar contra un pesquero, 30 muertos.
- MS Jan Heweliusz: volcó el 14 de enero de 1993, 55 muertos.
- MV Seohae: volcó el 10 de octubre de 1993, 292 muertos
- M/S Estonia: hundido accidentalmente el 28 de septiembre de 1994 tras perder la visera de proa durante una travesía en aguas finlandesas del mar Báltico, 852 muertos.
- MV Cebu City: hundido accidentalmente el 2 de diciembre de 1994 tras chocar contra un carguero, 140 personas.
- MV Bukoba: hundido el 21 de mayo de 1996 en el lago Victoria, a 30 kilómetros de Mwanza, Tanzania, por ir sobrecargado, entre 800 y 1000 muertos.
- MV Princess of the Orient: hundido el 18 de septiembre de 1998 por un tifón, 150 muertos.
- MS Express Samina se hundió accidentalmente el 26 de septiembre de 2002 tras chocar contra una roca, 81 muertos.
- MV Le Joola: hundido por una tormenta a la altura de la costa de Gambia el 26 de septiembre de 2002, 1863 muertos.
- MV Princess of the Stars: volcó el 21 de junio de 2008 por el tifón Fengshen en Filipinas, 814 muertos.
- MV Spice Islander I: volcó el 10 de septiembre de 2011 frente a las costas de Tanzania, 1573 muertos.
- MV Rabaul Queen hundido el 2 de febrero de 2012 tras volcarse por unas olas grandes, 183 muertos.
- MV Karama: hundido por una tormenta el 18 de julio de 2012 en Zanzíbar, unos 150 muertos.
- MV St. Thomas Aquinas: hundido el 3 de septiembre de 2013 tras chocar accidentalmente contra el MV Sulpicio Express en la costa de Cebú, 137 muertos.
- MV Sewol: volcó el 16 de abril de 2014 por un deslizamiento de la carga que llevaba a bordo en las costa de Corea del Sur, 306 muertos.
- Naufragio del MV Nyerere: tras volcar el 20 de septiembre de 2018 en el lago Victoria, 228 muertos.